# تاکانوری آریساوا
الگو:Infobox people
تاکانوری آریساوا (انگلیسی: Takanori Arisawa; ۲ آوریل ۱۹۵۱ – ۲۶ نوامبر ۲۰۰۵) آهنگساز، و نوازنده پیانو اهل ژاپن بود. وی بین سال‌های ۱۹۸۰ تا ۲۰۰۵ میلادی فعالیت می‌کرد.